# ミランダ語
ミランダ語（ミランダご、ミランダ語: Mirandés または la lhéngua Mirandesa、ポルトガル語: mirandês）はポルトガル北東部トラズ・ウズ・モンテス地方ブラガンサ県のミランダ・ド・ドウロ地域のうち、ミランダ・ド・ドウロ（Miranda de l Douro）のミランダ市街地など一部を除く部分、およびビミオーゾ（Bumioso）の村域東部で話される言語。1999年ポルトガル共和国議会が「ミランダ語言語法」を制定、同地域の公用語として認められた。
ミランダ語は、政治的事由が言語学に影響を与えた経緯から、スペイン側の言語学者からはスペイン語の方言、ポルトガル側ではポルトガル語の方言とされていた。実際にはイベリア半島北部で話されていたイベロ・ロマンス語のひとつであるアストゥリアス・レオン語を基としながら、その後ゆっくりとポルトガル語・スペイン語両言語の影響を受けつつ成立した、というのが中立的かつ公平な見解である。
ミランダ語には、スペイン国境付近で話されるライア（国境地帯）変種、中心部で話されるセントラル（中部）変種、センディン村で話されるセンディン変種の、主に3つの変種がある。
ミランダ語の変種は、ポルトガルのミランダ語研究家（リスボン大学文学部言語学教室など）の間では「変種」（ヴァリアンテ）と呼称し、「方言」・「俚言」（パトワ）・「訛り」などの語は避けられている。これは「方言」という語の否定的・揶揄的語感と、方言として偏見を蒙っていたミランダ語の過去、また異論の多いミランダ語内の正書法統一への一定の譲歩と調和を得るための最低限の配慮によるものである。

## 特徴
ラテン語からの変遷の特徴：
- 語頭の l の口蓋化（この現象はポルトガル語およびカスティーリャ語では起こらなかった。例はミランダ語 – ポルトガル語 – カスティーリャ語の順）:
  - lhuna – lua – luna
  - lhana – lã – lana
- 強勢のある位置での上昇二重母音化（例はミランダ語 – ポルトガル語 – カスティーリャ語）: 
  - castielho – castelo – castillo
  - tierra – terra – tierra
  - fuonte – fonte –  fuente
  - buono – bom – bueno
  - ferruolho – ferrolho – cerrojo
- 母音の前の"l"と"n"の保持（ポルトガル語では消失した。例はミランダ語 – ポルトガル語 – カスティーリャ語）:
  - arena – areia – arena
  - tener – ter – tener
  - pila – pia – pila
  - malo – mau – malo
- "ll"、"nn" の口蓋化（ミランダ語 – ポルトガル語 – カスティーリャ語）:
  - cabalho – cavalo – caballo
  - canha – cana – caña
- 語頭の f の保存（この現象はポルトガル語と同様、カスティーリャ語ではまずhに変り、その後発音されなくなった。ミランダ語 – カスティーリャ語）:
  - afogar-se – ahogarse
  - forno - horno

その他の特徴としては次のものがあげられる。
- ポルトガル語にある鼻音"ão"がない（ミランダ語 – ポルトガル語）:
  - son – são
  - pan – pão
  - armano – irmão
- 語頭の位置においての無強勢高母音が現れない（ミランダ語 – ポルトガル語）:
  - einemigo – inimigo
  - anganhar – enganar
  - anfenito – infinito;
- 接頭辞"des-"の"z-"あるいは"ç-"への縮減（ミランダ語 – ポルトガル語）:
  - zamprego – desemprego
  - zaparecer – desaparecer
  - çcascar – descascar